# Piotr Mazur (kajakarz)
Piotr Mazur (ur. 15 października 1991) – polski kajakarz, wicemistrz świata, wielokrotny mistrz Polski.

## Życiorys
Był zawodnikiem Zawiszy Bydgoszcz.
Jego największym sukcesem w karierze było wicemistrzostwo świata w konkurencji K-2 200 metrów w 2019 (z Bartoszem Grabowskim). W tej samej konkurencji zajął także 7. miejsce na mistrzostwach świata w 2017, 5. miejsce na mistrzostwach świata w 2018 oraz 6. miejsce na mistrzostwach Europy w 2017.
Zawiesił karierę po sezonie 2019.
Na mistrzostwach Polski seniorów zdobył 14 złotych medali:
- K-1 200 metrów: 2017
- K-2 200 metrów: 2011 (z Piotrem Siemionowskim), 2013 (z Sebastianem Szypułą), 2015 (z Sebastianem Szypułą), 2017 (z Dawidem Putto), 2018 (z Dawidem Putto), 2019 (z Dawidem Putto)
- K-1 4 x 200 metrów: 2011, 2012, 2013, 2014
- K-4 200 metrów: 2015
- K-4 500 metrów: 2017
- K-4 1000 metrów: 2013